# Heppner (Oregon)
Heppner è una città degli Stati Uniti d'America situata nell'Oregon, nella Contea di Morrow, della quale è anche il capoluogo.